# Jüdischer Friedhof Frauenberger Straße (Euskirchen)

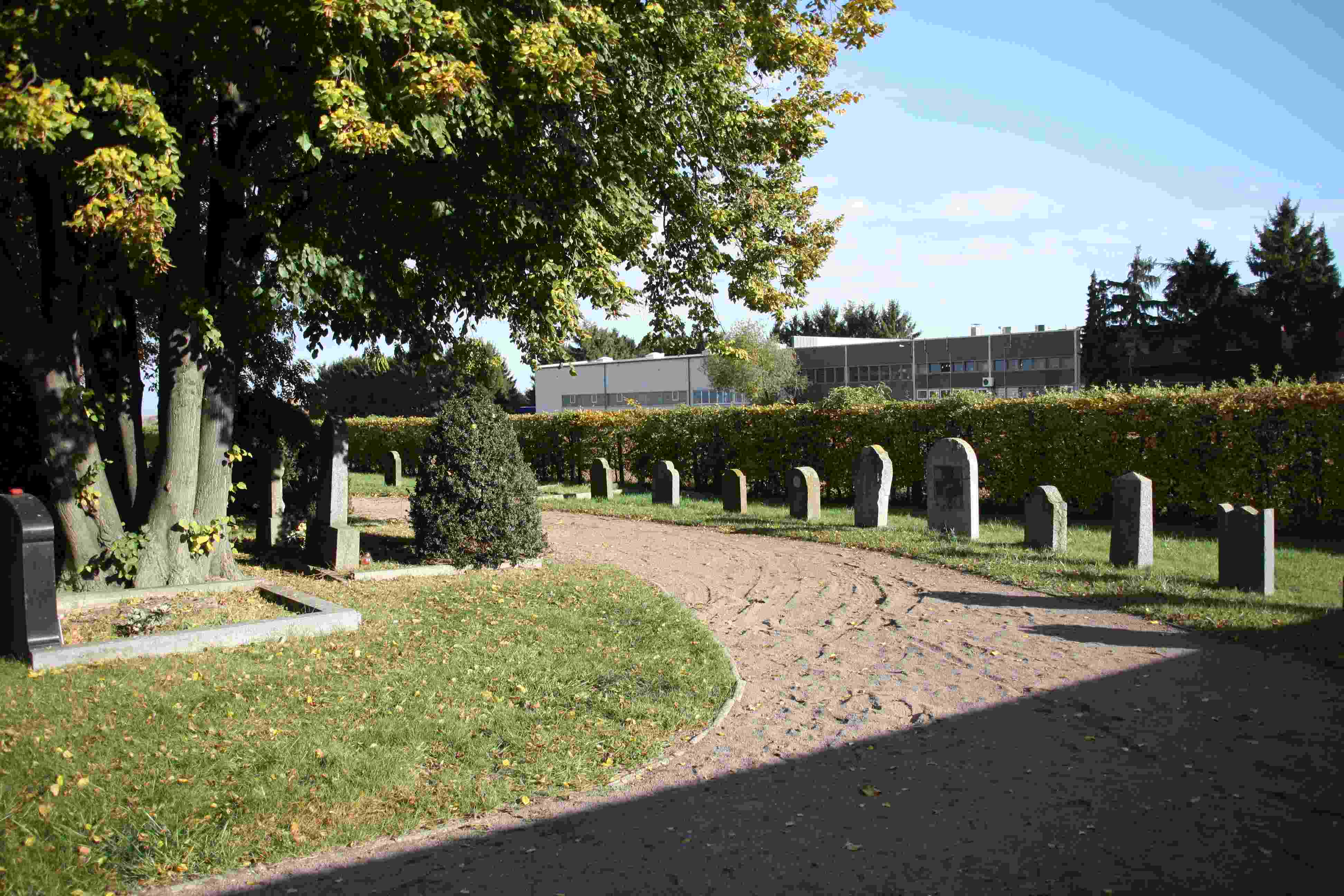
Teilansicht

Der neue Jüdische Friedhof Euskirchen liegt in der Frauenberger Straße in der Kreisstadt Euskirchen in Nordrhein-Westfalen.
Auf dem jüdischen Friedhof, der von 1913 bis 1975 belegt wurde, sind noch 45 Grabsteine (Mazewot) vorhanden. Sie sind alle Richtung Jerusalem, also nach Osten ausgerichtet. An mehreren Grabsteinen sind die Schriftplatten zerstört. Der letzte Bestattete war der am 28. September 1975 verstorbene Alfred Julich.
Der Begräbnisplatz ist zur Frontseite hin mit einer Mauer und einem schmiedeeisernen Tor, welches offen steht, abgegrenzt. Die anderen Seiten sind von einem Drahtzaun umgeben. Er ist 25,4 Ar groß.
Auf dem Friedhof sind einige Grabsteine des ehemaligen Friedhofes Kölner Straße aufgestellt. Er befand sich bis 1938 an der Stelle des heutigen Amtsgerichtes.